# 傑茜·迪金斯

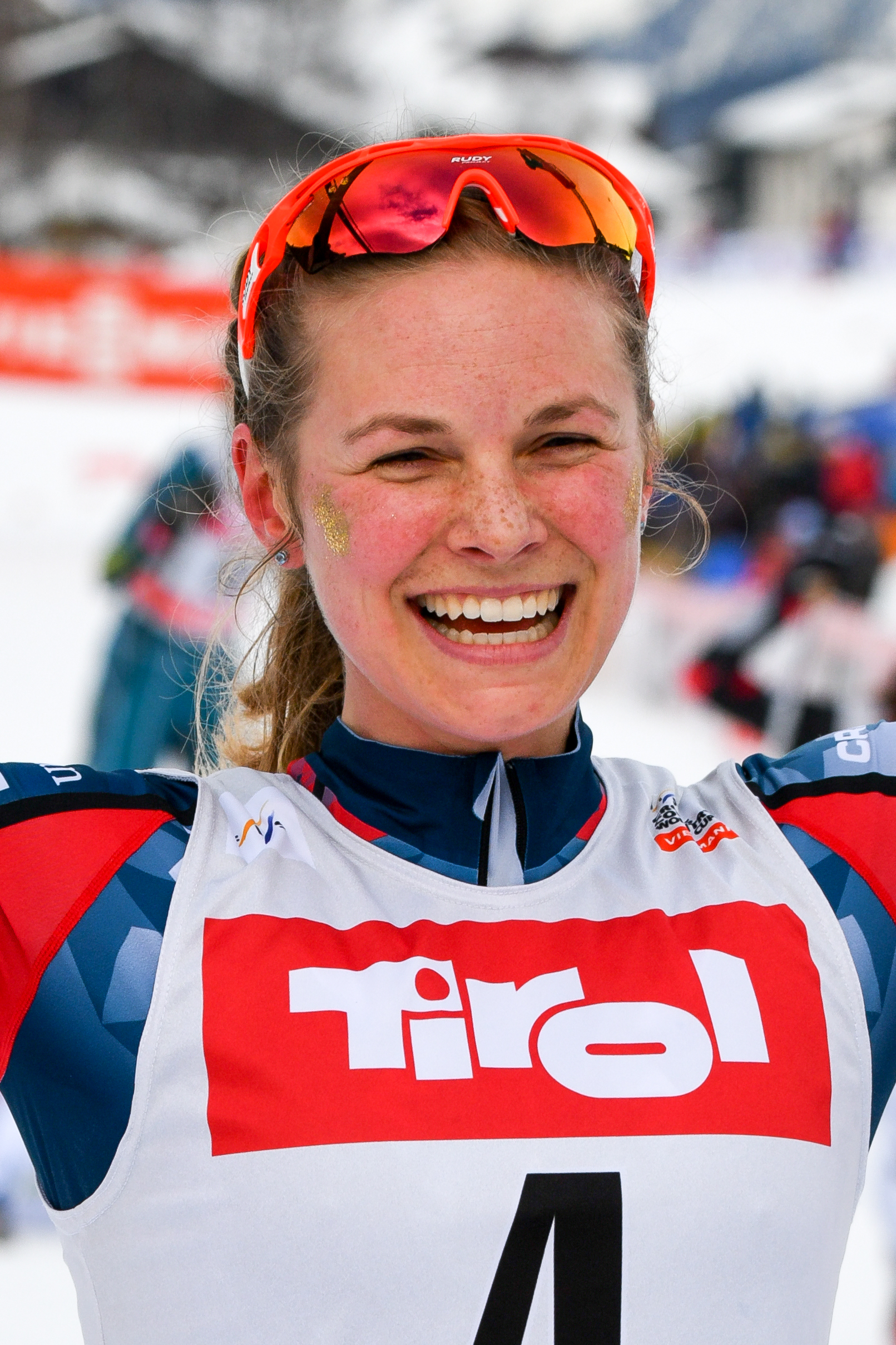
杰茜·迪金斯，2018年

傑茜·迪金斯（英語：Jessie Diggins，1991年8月26日—），美國越野滑雪運動員，她代表美國隊參加了中國舉行的2022年冬季奧林匹克運動會，並且在女子個人爭先比賽上獲得銅牌；於女子30公里自由式比賽獲得銀牌。